# Jagdbombergeschwader 38
Das Jagdbombergeschwader 38 „Friesland“ (JaboG 38 „F“) ist ein ehemaliges Geschwader der Luftwaffe und war auf dem Fliegerhorst Jever stationiert.

## Geschichte
Das JaboG 38 „F“ ging am 26. August 1983 aus der Waffenschule der Luftwaffe 10 hervor, die seit 1964 auf dem Fliegerhorst Upjever stationiert war. Zunächst wurde eine Staffel aufgestellt und mit Panavia Tornado ausgerüstet. Ihre Aufgabe war es, die Waffenausbildung der im englischen Cottesmore beim Tri-National Tornado Training Establishment auf Tornado geschulten Piloten und Waffensystemoffiziere (WSO) durchzuführen. Am 26. April 1988 erhielt das Geschwader den Namenszusatz „Friesland“.

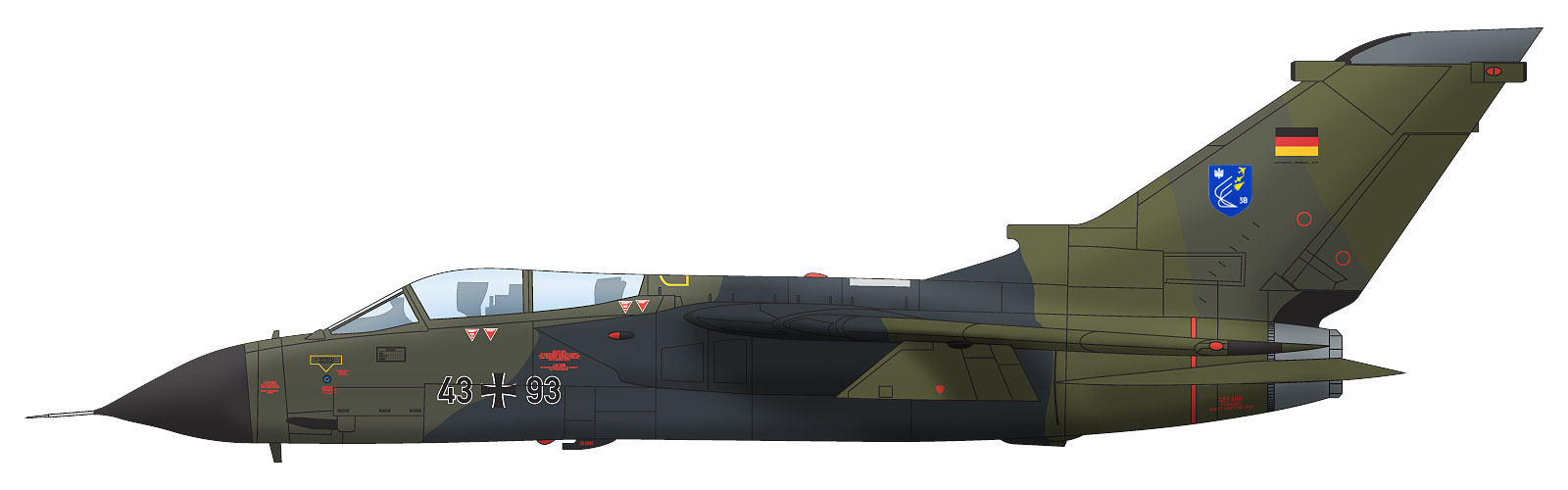
Tornado des JaboG 38

1989 wurde eine zweite Staffel aufgestellt, welche mit den ersten Tornado ECR ausgerüstet wurde. Diese Maschinen blieben bis 1995 im Geschwader, um dann die ECR-Version gegen die IDS-Version des Jagdbombergeschwaders 32 in Lechfeld auszutauschen. Am 24. Februar 1999 wurde die trinationale Tornado Ausbildung in Cottesmore eingestellt. Die Luftwaffe führte danach die Umschulung der Piloten und WSO für den Tornado auf der Holloman AFB in New Mexico/USA durch, was einen Europäisierungslehrgang erforderlich machte. Dieser wurde ab diesem Zeitpunkt vom JaboG 38 „F“ durchgeführt.
Zum 1. Juli 1999 wurden das Geschwader reorganisiert, die 2. Staffel aufgelöst und stattdessen ein taktischer Lehrgang eingeführt. Am 31. August 2005 wurde das Geschwader aufgelöst. Die Europäisierung der Luftfahrzeugbesatzungen wurde bis zur Rückverlagerung der Tornado-Ausbildung aus den USA nach Deutschland von den verbliebenen Geschwadern in Eigenregie durchgeführt, danach erübrigte sie sich. Der Fliegerhorst Jever wurde als solcher Ende September 2013 geschlossen.

## Trivia
Von September 1997 bis März 1999 war Astronaut Thomas Reiter Kommandeur der Fliegenden Gruppe des JaboG 38.

## Zwischenfälle
- Am 5. Januar 1984 stürzte ein Panavia Tornado des Geschwaders (43+39) bei einem simulierten Waffeneinsatz auf dem niederländischen Luft/Boden-Schießplatz „Vliehors Range“ nördlich der Insel Vlieland  in die Nordsee und wurde zerstört. Die Besatzung erlitt tödliche Verletzungen.[9]

- Am 18. November 1991 stürzte ein Panavia Tornado (45+63) während einer Ausbildung für Waffeneinsätze bei Nacht nahe des niederländischen Luft/Boden-Schießplatzes „Vliehors Range“ in die Nordsee und wurde zerstört. Die Besatzung erlitt tödliche Verletzungen.[10]

- Am 27. Januar 1999 kollidierten zwei Panavia Tornado des JaboG 38 „F“ (44+36) und (43+26) während einer Luftkampfübung  gegen zwei McDonnell F-4F des Jagdgeschwaders 71 „Richthofen“ (englisch 2 vs 2 Dissimilar Air Combat Tactics (DACT) Training). Beide PA200 stürzten ca. 30 km nördlich der ostfriesischen Insel Norderney in die Nordsee und wurden zerstört. Die Besatzung der 44+36 rettete sich mit den Schleudersitzen und überlebte mit zum Teil schweren Verletzungen. Die Besatzung der 43+26, darunter der Kommodore des JaboG 38 „F“, kam ums Leben.[11][12]